# パトリック・シーラ
パトリック・シーラ（Patrick Chila、1969年11月27日,エソンヌ県リス＝オランジス - ）は元フランス代表の卓球選手。
2003、2007、2008年のフランスチャンピオン。

## 略歴
1994年のヨーロッパ選手権でシングルスベスト4、1996年、2000年、2005年の同大会でベスト8に入っている。1999年のITTFプロツアーグランドファイナルでは男子ダブルスで優勝、2002年にはヨーロッパトップ12で3位になった。
オリンピックにはバルセロナオリンピック、アトランタオリンピック、シドニーオリンピック、アテネオリンピック、北京オリンピックの5度出場しており、シドニーオリンピックでは、卓球では珍しいガシアンとの左利き同士のダブルスで銅メダルを獲得した。世界選手権では1989年のドルトムント大会を皮切りに1991年の千葉大会（幕張メッセ）、1993年イェーテボリ大会、1995年天津大会、1997年マンチェスター大会、1999年アイントホーフェン大会、2001年大阪大会、2003年パリ大会、2004年ドーハ大会、2005年上海大会、2006年ブレーメン大会、2007年ザグレブ大会、2008年広州大会と出場している。

## プレースタイル
現代卓球において非常に重要である前陣での捌きは殆どなく、あえて打点を落とし、しっかり回転をかけたループドライブを軸に、中・後陣からドライブやカットを駆使しつつラリーを組み立てていくという緩急を付けた卓球を展開する選手。
また、カット打ちの達人であり、カットマンに対しては非常に分がいい。

## 主な戦績
- 1994年
  - ヨーロッパ選手権バーミンガム大会 男子シングルス ベスト4、男子団体優勝
- 1995年
  - 第43回世界選手権天津大会 男子団体3位
- 1996年
  - ヨーロッパ選手権ブラチスラヴァ大会 男子シングルス ベスト8、男子団体準優勝
- 1997年
  - 第44回世界選手権マンチェスター大会 団体準優勝
- 1998年
  - ヨーロッパ選手権アイントホーフェン大会 男子団体優勝
- 1999年
  - ITTFプロツアー・グランドファイル（1999 シドニー） 男子ダブルス優勝
- 2000年
  - シドニーオリンピック 男子ダブルス銅メダル（ジャン＝フィリップ・ガシアンと）
  - ヨーロッパ選手権ブレーメン大会 男子シングルス ベスト8、男子ダブルス優勝（ジャン＝フィリップ・ガシアンと）
- 2002年
  - ヨーロッパ選手権ザグレブ大会 男子ダブルス ベスト4（ダミアン・エロワと）
  - ヨーロッパトップ12 ベスト4
- 2003年
  - フランス選手権 男子シングルス優勝
- 2005年
  - ヨーロッパ選手権オーフス大会 男子シングルス ベスト8
- 2006年
  - 第48回世界選手権ブレーメン大会 男子団体ベスト8
- 2007年
  - ヨーロッパ選手権ベオグラード大会 男子ダブルス ベスト4（ヴェルナー・シュラガーと）
  - フランス選手権 男子シングルス優勝
- 2008年
  - フランス選手権 男子シングルス優勝